# Patella caerulea
Patella caerulea és una espècie de mol·lusc gastròpode de la família Patellidae. Se la coneix com a pagellida mediterrània i pagellida mediterrània ratllada. És una espècie nadiua de la mar Mediterrània. És comestible tot i que sense interès comercial.

## Descripció
És una pagellida que viu fortament adherit a les roques del litoral. Té una conquilla no espiral, de perímetre ovalat, cònica, amb l'àpex lleugerament desplaçat endavant. La cara externa presenta unes costelles radials i fines, sense granulacions ni tubercles. La coloració és variable, marró verdosa. La cara interna és llisa i brillant. Pot arribar als 8 centímetres de llargada.

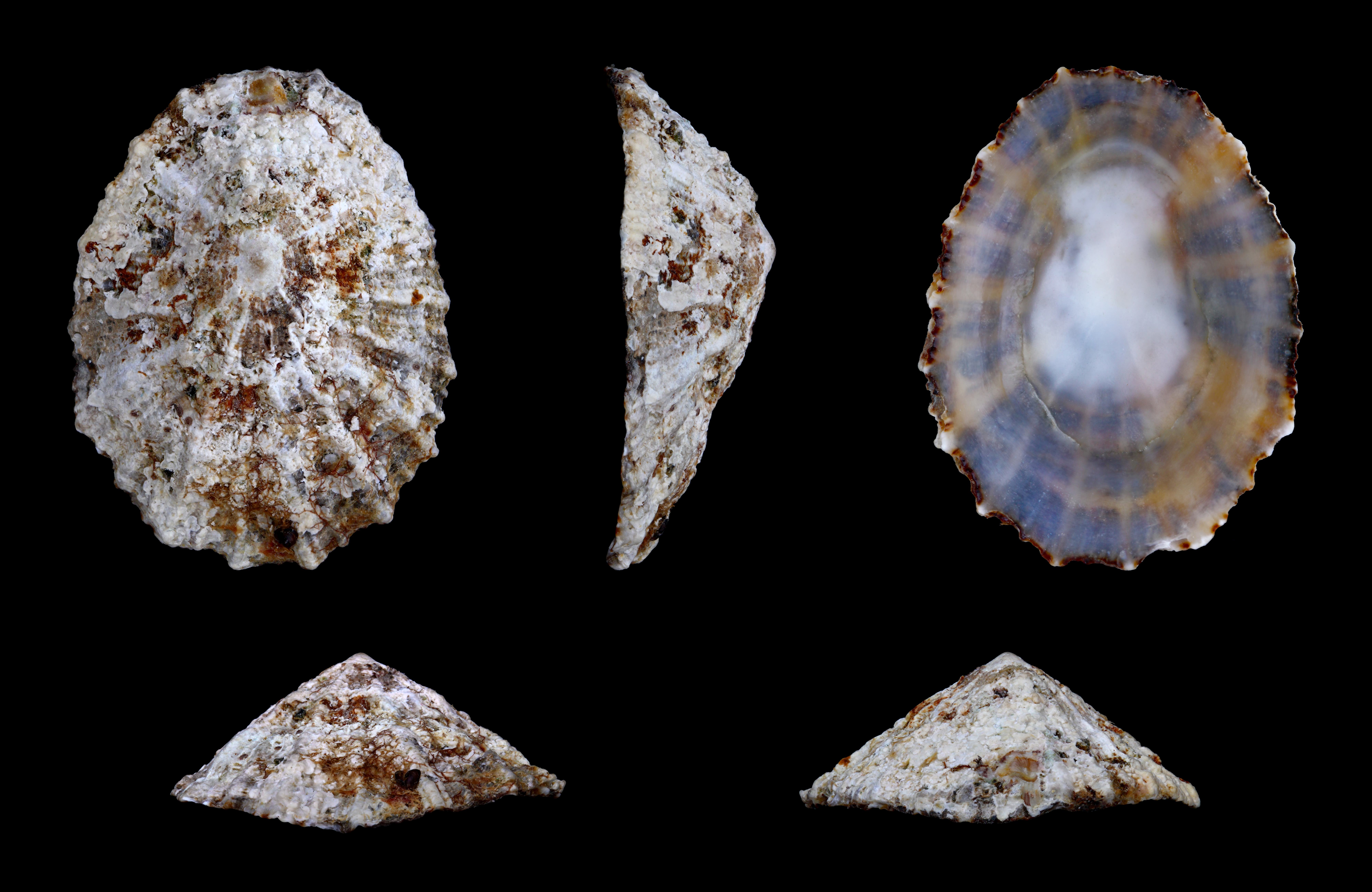
Patella caerulea
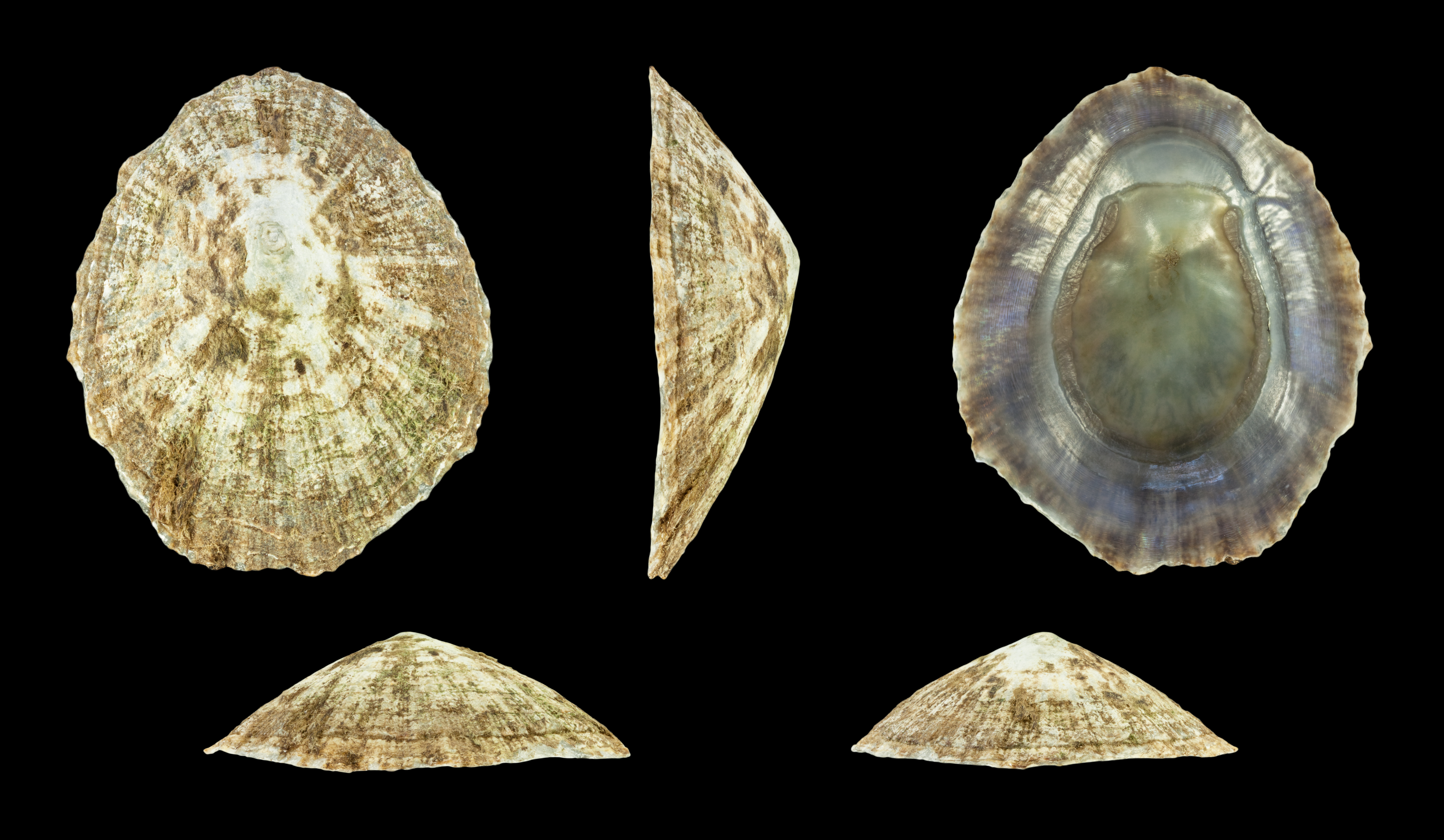
Patella caerulea f. fragilis
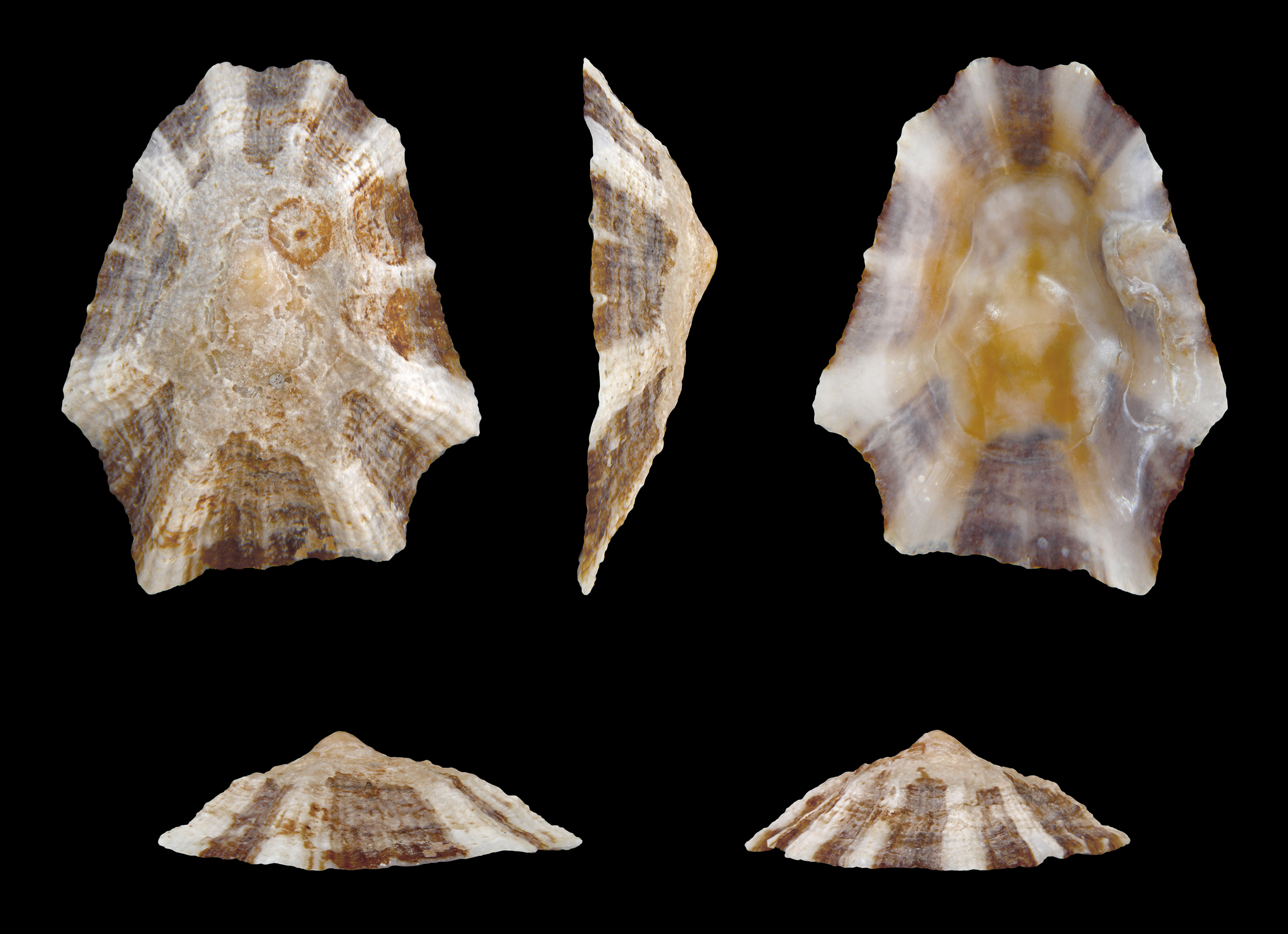
Patella caerulea f. stellata

## Distribució
L'espècie s'estén per la mar Mediterrània; al Oceà Atlàntic està present a les Illes Canàries, Madeira i Açores.